# Kopattesalve
Kopattesalve er en hudcreme, som er særlig plejende og fugtgivende. Den er derfor velegnet til tør hud og milde former for hudirritationer. Cremen har en mild desinficerende virkning og er ofte anvendt på køers yver i tilfælde af sår og mindre infektioner, heraf navnet.